# Acerca de la psicología y patología de los llamados fenómenos ocultos
Acerca de la psicología y patología de los llamados fenómenos ocultos (en alemán Zur Psychologie und Pathologie sogenannter okkulter Phänomene) representa la tesis doctoral realizada por Carl Gustav Jung con el profesor Eugen Bleuler en la facultad de medicina de la Universidad de Zúrich en 1902. Su tesis es un intento de explicar el espiritismo de un modo científico.

## Índice
- Introducción
- I. Caso de sonambulismo en una joven con taras hereditarias (médium espiritista)
  - 1. Actas de las sesiones
  - 2. Desarrollo de las personalidades sonambúlicas
  - 3. Las novelas
  - 4. Ciencia natural mística
  - 5. Desenlace
  - 6. El estado de vigilia
  - 7. El hemi-sonambulismo
  - 8. Los automatismos
    - 1. Los movimientos automáticos de la mesa
    - 2. La escritura automática
    - 3. Las alucinaciones

  - 9. La alteración del carácter
  - 10. Relación con el ataque histérico
    - 1. La extensión de la hipnosis parcial
    - 2. La excitación psíquica

  - 11. Relación con las personalidades inconscientes
  - 12. Curso
  - 13. La superioridad del rendimiento inconsciente
- II. Conclusión

## Edición en castellano
- Jung, Carl Gustav (1999 [2ª edición 2007]). Obra completa de Carl Gustav Jung. Volumen 1: Estudios psiquiátricos. 1. Acerca de la psicología y patología de los llamados fenómenos ocultos (1902). Madrid: Editorial Trotta. ISBN 978-84-8164-299-5.